# Натал (Бразил)
Натал (порт. Natal) град је у Бразилу у савезној држави Рио Гранде до Норте. Према процени из 2007. у граду је живело 774.205 становника.
У Наталу је одржано неколико утакмица Светског првенства у фудбалу 2014. године.

## Становништво
Према процени из 2007. у граду је живело 774.205 становника.
| 1991.   | 2000.   |
| ------- | ------- |
| 606,887 | 712,317 |

## Партнерски градови
- Витлејем
- Кордоба
- Порто Алегре
- Рио де Жанеиро
- Салвадор